# Pasing-Obermenzing
Pasing-Obermenzing is een stadsdeel (Duits: Stadtbezirk) van de Duitse stad München, hoofdstad van de deelstaat Beieren. Pasing was tot 1938 een zelfstandige gemeente maar werd dat jaar door München geannexeerd.
Pasing-Obermenzing ligt in het westen van München. Het stadsdeel wordt ook aangeduid als Stadtbezirk 21. De zuidelijke grens van het stadsdeel is de gemeentegrens van de stad München met de gemeente Gräfelfing, deel van Landkreis München. In het westen grenst het stadsdeel aan het Stadtbezirk Aubing-Lochhausen-Langwied, in het noorden aan Allach-Untermenzing, in het noordoosten tipt het grondgebied aan dit van Moosach en in het oosten aan de Stadtbezirke Neuhausen-Nymphenburg (en daarbinnen meer bepaald het Slotpark Nymphenburg) en Laim. In het zuidoosten ten slotte ligt de grens met Hadern.
Eind 2018 woonden er in het 16,5 km² grote Stadtbezirk 74.625 inwoners. De belangrijkste woonkernen zijn Obermenzing in het noorden van het stadsdeel, Neupasing in het centrum, Pasing in het zuidwesten en Am Westbad in het zuidoosten. Het gebied wordt van zuid tot noord doorkruist door de Würm aan de oevers waarvan groene zones zijn aangelegd.
Het Stadtbezirk wordt bediend door het station München-Pasing, het op twee na grootste station van de stad en gelegen aan het westelijke einde van de centrale bundel van lijnen van de S-Bahn met de lijnen S3, S4, S6, S8 en S20. Het gebied wordt niet bediend door de U-Bahn van München maar wel door de Tram van München.
Allach-Untermenzing · 
Altstadt-Lehel · 
Au-Haidhausen · 
Aubing-Lochhausen-Langwied · 
Berg am Laim · 
Bogenhausen · 
Feldmoching-Hasenbergl · 
Hadern · 
Laim · 
Ludwigsvorstadt-Isarvorstadt · 
Maxvorstadt · 
Milbertshofen-Am Hart · 
Moosach · 
Neuhausen-Nymphenburg · 
Obergiesing-Fasangarten · 
Pasing-Obermenzing · 
Ramersdorf-Perlach · 
Schwabing-Freimann · 
Schwabing-West · 
Schwanthalerhöhe · 
Sendling · 
Sendling-Westpark · 
Thalkirchen-Obersendling-Forstenried-Fürstenried-Solln · 
Trudering-Riem · 
Untergiesing-Harlaching